# Bronchocela
Bronchocela is een geslacht van hagedissen uit de familie agamen (Agamidae).

## Naam en indeling
De wetenschappelijke naam van de groep werd voor het eerst voorgesteld door Johann Jakob Kaup in 1827. Er zijn dertien soorten, inclusief de pas in 2015 beschreven soorten Bronchocela rayaensis en Bronchocela shenlong.

## Verspreiding en habitat
Alle soorten komen voor in zuidoostelijk Azië, en leven in de landen Cambodja, China, Filipijnen, India, Indonesië, Maleisië, Myanmar, Singapore, Nieuw-Guinea en Thailand. De verschillende soorten leven zowel op het vasteland als de eilanden van Indonesië. In India komen voornamelijk soorten op de Nicobaren.
De habitat bestaat uit tropische en subtropische bossen. Er is enige tolerantie voor gebieden die door de mens zijn aangepast, zo komen er ook soorten voor in plantages.

## Beschermingsstatus
Door de internationale natuurbeschermingsorganisatie IUCN is aan acht soorten een beschermingsstatus toegewezen. Vier soorten worden gezien als 'veilig' (Least Concern of LC), twee soorten als 'onzeker' (Data Deficient of DD) en soort als 'gevoelig' (Near Threatened of NT). De soort Bronchocela vietnamensis ten slotte staat te boek als 'kwetsbaar' (Vulnerable of VU).

## Soorten
Het geslacht omvat de volgende soorten, met de auteur en het verspreidingsgebied.

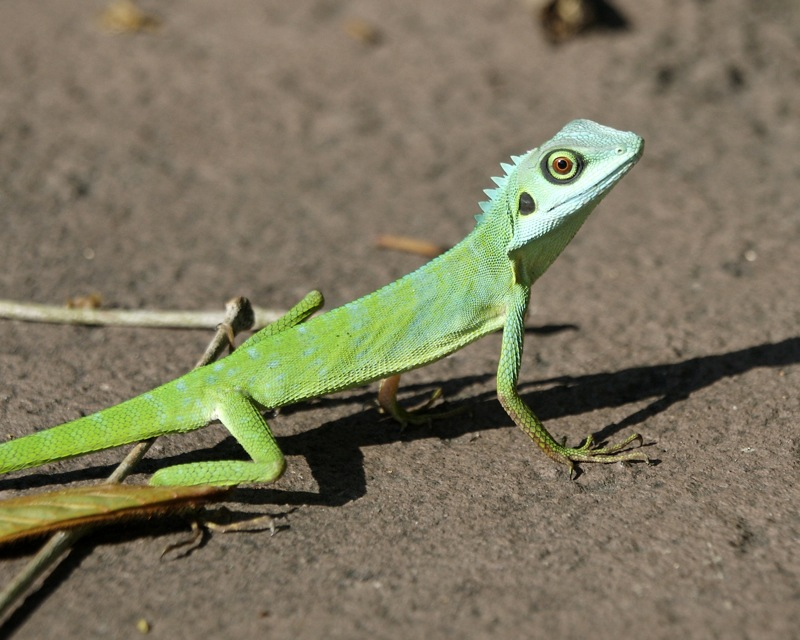
Bronchocela cristatella

| Naam                               | Auteur                                               | Verspreidingsgebied                                                                |
| ---------------------------------- | ---------------------------------------------------- | ---------------------------------------------------------------------------------- |
| Bronchocela burmana                | Blanford, 1878                                       | Myanmar                                                                            |
| Bronchocela celebensis             | Gray, 1845                                           | Indonesië                                                                          |
| Loendoek (Bronchocela cristatella) | Kuhl, 1820                                           | India, Maleisië, Myanmar, Singapore, Thailand, Filipijnen, Indonesië, Nieuw-Guinea |
| Bronchocela danieli                | Tiwari & Biswas, 1973                                | India                                                                              |
| Bronchocela hayeki                 | Müller, 1928                                         | Indonesië                                                                          |
| Bronchocela jubata                 | Duméril & Bibron, 1837                               | Cambodja, India, Indonesië, Filipijnen, Thailand                                   |
| Bronchocela marmorata              | Gray, 1845                                           | Filipijnen                                                                         |
| Bronchocela orlovi                 | Hallermann, 2004                                     | Vietnam                                                                            |
| Bronchocela rayaensis              | Grismer, Wood, Lee, Quah, Anuar, Ngadi & Sites, 2015 | Maleisië                                                                           |
| Bronchocela rubrigularis           | Hallermann, 2009                                     | India                                                                              |
| Bronchocela shenlong               | Grismer, Wood, Lee, Quah, Anuar, Ngadi & Sites, 2015 | Maleisië                                                                           |
| Bronchocela smaragdina             | Günther, 1864                                        | China, Indonesië, Thailand, Vietnam                                                |
| Bronchocela vietnamensis           | Hallermann & Orlov, 2005                             | Vietnam                                                                            |